# Бахар Іван Васильович
Іван Васильович Бахар (біл. Іван Васілевіч Бахар; нар. 10 липня 1998, Мінськ, Білорусь) — білоруський футболіст, півзахисник та нападник мінського «Динамо» та збірної Білорусі.

## Клубна кар'єра
Вихованець футбольного клубу «Мінськ», перший тренер — Олександр Вікторович Селедевський. З 2014 року виступав за дублюючий склад мінського клубу, де швидко став основним футболістом. У Вищій лізі Білорусі дебютував 29 листопада 2014 року, вийшовши на заміну на 73-й хвилині матчу проти берестейського «Динамо» (5:2) й, таким чином, став наймолодшим гравцем у Вищої ліги 2014 року. 
У 2015-2016 роках продовжував грати за дубль «Мінська», в головній команді грав зрідка. У сезоні 2017 року «Мінськ» взяв курс на омолодження, й Бахар разом з іншими молодими гравцями міцно закріпився в основному складі. Періодично виступав у стартовому складі мінчан, використовувався на позиції лівого півзахисника.
У січні 2018 року продовжив контракт зі столичним клубом. У сезоні 2018 року став одним з основних гравців команди. У березні 2019 року він продовжив контракт з «Мінськом» ще на один рік. У сезоні 2019 року продовжував стабільно грати у стартовому складі, із 7 голами став другим найкращим бомбардиром команди.
У грудні 2019 року став гравцем мінського «Динамо». Дебютував у футболці «динамівців» 20 березня 2020 року в програному (0:1) домашньому поєдинку 1-о туру Вищої ліги проти берестейського «Руху». Іван вийшов на поле в стартовому складі, а на 78-й хвилині його замінив Кім Чжун Юн. Дебютним голом за столичний клуб відзначився 28 березня 2020 року на 80-й хвилині програного (2:3) виїзного поєдинку 2-го туру Вищої ліги проти «Мінська». Бахар вийшов на поле в стартовому складі та відіграв увесь матч.

## Кар'єра в збірній
У 2014—2015 років виступав за юнацьку збірну Білорусі (U-17), якій допоміг вийти до елітного раунду чемпіонату Європи.
Восени 2015 року у футболці юніорської збірної Білорусі (U-19) брав участь у кваліфікаційному раунді чемпіонату Європи. Наступного року у кваліфікації чемпіонату Європи відзначився вирішальним голом у матчі проти Болгарії (1:0), яка допомогла білорусам вийти в елітний раунд.
31 травня 2017 року дебютував у молодіжній збірній Білорусі, зігравши другий тайм товариського матчу проти Росії (0:7).
6 вересня 2019 року дебютував за збірну Білорусі у відбірковому матчі чемпіонату Європи проти збірної Естонії, вийшовши на заміну у другому таймі.

## Досягнення
- Володар Суперкубка Білорусі (1):

«Динамо» (Мінськ): 2025